# Esztergom címere

A város címere

Esztergom ma használatos címere a szabad királyi várost lakó gazdag latinusok (vallon telepesek) 12. századi pecsétjéből alakult ki. A latinoknak II. András adott pecséthasználati jogot. A címeren a Szent Lőrinc kapu, mögötte a Szennye palota látható. Ez az épület a 11. században épült pénzverő kamara, aminek kinézetéről éppen a pecsétnyomóról tudni meg annyit.
Kettős pecsétet csak Esztergom és Buda használt Magyarországon.

## Esztergom sz. kir. város nagyobb pecsétnyomója (1299)
Ez a pecsétnyomó a Nemzeti Múzeumban látható, ahova a városi levéltárból került 1825-ben. A kör alakú pecsétet négyes tagolású fallal körülvett várost ábrázol. A falakat henger alakú bástyatornyok törik meg, összesen négy darab. A tornyok mind kúpos fedésűek, közöttük szépen megmunkált bélletes kapu áll. A kapun a kopogtató és a veretek is jól kivehetőek. A falak mögött gótikus ablakokkal, hármas osztású, cseréppel fedett épület magasodik. Az előlap körfelirata: Sigillvm latinorvm civitatis Strigoniensis. A pecsétnyomó hátlapján kilencszer vágott pajzs díszeleg plasztikusan kiemelve és rovátkolva. Ez az Árpádok sávos, címeres pajzsa, ami a királyhoz való szoros kötődést volt hivatott kifejezni. (Esztergom mai zászlaja nyolcszor vágott vörös és ezüst sávokkal.) A hátlap körfelirata Secretvm latinorvm civitatis Strigoniensis. Ezt a pecsétet 1255-ben már használták. Valószínűleg egy pénzverő mester véste.

## Esztergom sz. kir. város kisebb pecsétnyomója (1357)
A kisebb pecsétnyomóból alakult ki a város mai címere. Ez nagyban hasonlít a korábbihoz, annak két oldalát egyesítve jött létre. A palota alatt van közvetlenül a hatszögletű pajzs, benne négy pólya. A bronz pecsétnyomót a Balassa Bálint Múzeum őrzi. Ennek a pecsétnek a körfelirata: Sigillvm minvs civitatis Strigoniensis.

## A ma használatos címer színezése
A címert 1721-ben Grabmayer Simon írnok tervezte meg 6 forintért, és a vízivárosi asztalos készítette el 50 dénárért. A címerkép színezése egy 1725-ös kiváltságlevél meghatározása szerint kék-ezüst-vörös-arany. A címer alsó mezőjében fehér kockakőből rakott várfalra helyezve az Árpádok címerpajzsa látható. Ez a város királyhoz való tartozását jelképezi. A felső mező kék színű. Előtte a városfal négy, lőréssel ellátott, piros tetős buzogány-tornya. A két szélső torony csúcsán egy-egy arany kereszt, a két belsőén egy-egy kör alakú arany tetődísz áll. A tornyok közötti főkapu központi helyet tölt be, aminek teteje szintén piros. A címer főbb vonásaiban megegyezik azzal a márványcímerrel, amely 1773 óta a Városháza főhomlokzatát díszíti.